# Eduardo Foressi
Eduardo David Foressi (nacido el 30 de agosto de 1957) es un exfutbolista argentino. Jugaba como defensor y debutó en Rosario Central.

## Carrera
Tuvo su debut el 2 de julio de 1978, en un encuentro válido por la 16.ª fecha del Metropolitano; finalizó 0-0 y el entrenador canalla fue Carlos Griguol. Se mantuvo en el plantel de primera hasta 1980 sin tener mayor participación.  Pasó luego por Italiano, Estudiantes de Mérida, Renato Cesarini (en el Campeonato Nacional 1983), hasta llegar al Club Atlético de la Juventud Alianza de San Juan. En este equipo fue dirigido por Gualberto Muggione y obtuvo la Liga Sanjuanina en 1984 y el Regional de Cuyo en 1985, lo que clasificó al CAJA al Campeonato Nacional de ese año. Prosiguió su carrera en Deportes Quindío de Colombia.

## Clubes
| Club                  | País      | Año       |
| --------------------- | --------- | --------- |
| Rosario Central       | Argentina | 1978-1980 |
| Italiano              | Argentina | 1981      |
| Estudiantes de Mérida | Venezuela | 1982      |
| Renato Cesarini       | Argentina | 1983      |
| Juventud Alianza      | Argentina | 1984-1985 |
| Deportes Quindío      | Colombia  | 1985      |

## Palmarés
| Equipo           | País      | Título           | Año  |
| ---------------- | --------- | ---------------- | ---- |
| Juventud Alianza | Argentina | Liga Sanjuanina  | 1984 |
| Juventud Alianza | Argentina | Regional de Cuyo | 1985 |